# Abaco Barb
Ngựa Abaco Barb hay ngựa Abaco Tây Ban Nha thuộc địa là một giống ngựa trên đảo Abaco, thuộc Bahamas. Giống ngựa này đã tuyệt chủng vào năm 2015;:2 đây là giống ngựa duy nhất của Bahamas.:481